# 信牌
信牌（しんぱい）とは、海舶互市新例によって、中国（清）船に持参が義務付けられた、長崎への入港許可証である。

## 背景
18世紀初め、日本は鎖国中であったが、オランダと清とだけは長崎で貿易が行われていた。日本からの輸出品は少なく、大幅な入超の状態であり、対価として支払う金銀は莫大な量に上った。このため、新井白石は、1715年2月14日（正徳5年1月11日）、国際貿易額を制限するために海舶互市新例を制定した。この中で、中国船の長崎来航数を年間30隻と定め（かつ出港地別にも隻数が定められた）、また来航した中国船のうち、新令に違反しないことを誓約した者だけに信牌を発行し、以降は信牌を持った者に限り貿易を認めることとした。中国船の所持する信牌は、奉行所が持つ「割符留帳（わっぷとめちょう）」と照合された。
この信牌は実質的には江戸幕府の管理下にあったが、形式的には唐通事が交付するものとした。これは清の反発を恐れたためである。中国では、伝統的に信牌とは朝貢国に対して与えるものであった。従って、幕府が中国船に信牌を交付すると、中国が日本に朝貢したかのように見えるため、摩擦の発生が予想された。実際に、信牌を得られなかった中国商人が、信牌を入手した中国商人を、清朝に対する反逆者であると訴える事件が起こっている。結果として、清朝政府は信牌を没収し、一時貿易が停滞した。白石はこれを予想しており、信牌は幕府が交付したものではないため、日本への服属を意味しないと抗議を行い、清も2年後の1717年（享保2年）にはこれを認めている。
なお、オランダ船は年2隻と定められたが、日蘭貿易はオランダ東インド会社が独占していたため、信牌は発行されなかった。

## ラクスマンに対する信牌
ロシア帝国の陸軍軍人であったアダム・ラクスマンは、大黒屋光太夫ら漂流者を日本へ送還すると同時に、日本との通商を行うことを計画した。皇帝エカチェリーナ2世の命を受けることに成功し、ロシア最初の遣日使節となり、1792年（寛政4年）9月、根室国に到着した。ラクスマンは江戸に出向いて漂流民を引き渡し、通商交渉を行なうことを希望したが、老中松平定信らは、通商を望むならば長崎に廻航させることを指示した（長崎での限定的な貿易を考慮したとも）。ラクスマンは信牌を交付されたが、目的は一応達成したとして長崎へは向かわずに帰国した。
12年後の1804年（文化元年）、ニコライ・レザノフは、ラクスマンが入手した信牌を携えて、長崎の出島に来航した。しかし、松平定信は既に失脚していたため交渉は進まず、レザノフたちは半年間出島に留め置かれることになる。翌1805年（文化2年）には長崎奉行遠山景晋から通商の拒絶を通告された。